# 杨朏 (义兴县公)
杨朏（537年—590年9月28日），字文朗，恒农郡华阴县（今陕西省华阴市）人，出自弘农杨氏越公房，北周、隋朝官员。

## 生平
杨朏因军功，以帅都督为起家官，封义兴县开国子，升任大都督、博陵郡太守，很快转任淮安镇镇将、新蔡郡太守，又出任使持节、车骑大将军、仪同三司、大义建安二镇镇将、建安郡太守，又改任浍州刺史、广州刺史，总督平高、大义、大和、应城、雉城五边防事，改任霍州刺史。开皇元年（581年），杨朏被征召出任右宗卫副率，进爵义兴县开国公。开皇八年（588年），杨朏出任九十名行军总管之一讨伐南陈，凯旋后出任滁州刺史。开皇十年八月廿四日（590年9月28日），杨朏因病在家中去世，虚岁五十四，开皇十一年十一月廿四日（591年12月15日）葬于华阴东原。

## 家庭

### 祖父
- 杨钧，北魏使持节、侍内、车骑大将军、北道大行台、华州大平正、临贞县开国伯，赠雍华二州刺史、司空、文恭公[2]

### 父亲
- 杨俭，西魏使持节、骠骑大将军、开府仪同三司，赠雍华二州刺史、庄公[2]

### 兄弟姐妹
- 杨休，隋朝大将军、泸州刺史、平武县开国公
- 杨□，北周使持节、车骑大将军、开府仪同三司、淅州刺史、夏阳县开国侯
- 杨文昇
- 杨文义，西魏辅国将军、中散大夫、都督
- 杨文殊，隋朝上开府仪同三司、总管吴泉括婺四州诸军事、吴州刺史、昌乐县开国公
- 杨文勰，北周使持节、骠骑大将军、开府仪同三司、膳部大夫、广平县开国公
- 杨文举
- 杨文雅
- 杨文若
- 杨文伟，隋朝骠骑将军、开府仪同三司、温安二州刺史、永平公
- 杨文端，北周大都督、卫王府记室参军
- 杨氏，嫁开府仪同、金城郡开国公纥豆陵善世子仪同纥豆陵荣定